# Kylie Ireland
Kylie Ireland (Boulder, 26 de maig de 1970) és una actriu, directora i productora porno estatunidenca. D'ençà que va iniciar la seva carrera al cinema eròtic l'any 1994, ha rebut nombrosos premis i reconeixements. Forma part dels salons de la fama d'AVN i XRCO.

## Inicis
Va viure a Boulder fins als 15 anys, moment en el qual es trasllada amb la seva mare a San Diego, després del divorci dels seus pares. Després de concloure els seus estudis de secundària accedeix a la Universitat per estudiar Periodisme. En aquest moment, decideix alternar els seus estudis amb alguna feina que li reporti ingressos extres. Així doncs, comença a ballar en clubs de striptease, i a treballar en videoclubs.

## Carrera professional

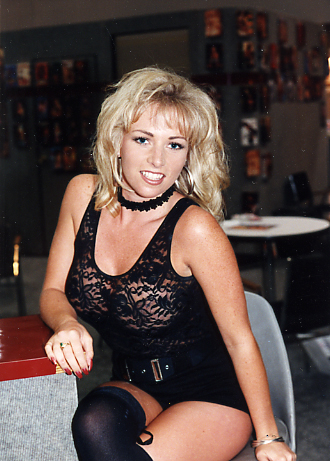
Kylie Ireland (1994)

La seva ocupació com stripper li permet conèixer a la també actriu Juli Ashton que l'ajudaria a fer les primeres passes a la indústria del porno. El 1994, després tenyir-se de rossa i augmentar-se les mamelles, se'n va anar a viure a Los Angeles.
Les seves dues primeres pel·lícules són L'il Ms. Behaved amb Randi West, i Up & Cummers 10, (filmació a on també va debutar l'Estrella del Porno Jenna Jameson). Després de rodar gairebé 80 títols en el seu primer any, l'actriu decideix tornar a Colorado. Ràpidament li arriben els seus primers premis com el d'actriu revelació atorgat per AVN.
Entre 1995 i 2001 l'actriu signa dos contractes en exclusiva. Un de força breu, amb l'empresa Sin City, i que acabaria als tribunals. I un altre, de més importància amb VCA. Amb aquest últim estudi roda algunes de les seves pel·lícules més rellevants com: Cashmere (1998), In the flesh (1998), Edge play (2000) o New wave Hookers 6 (2001).
Després d'uns anys de menor activitat (2002-2003), l'actriu torna al primer pla de l'erotisme amb The whore next door (2004). Aquesta pel·lícula no tan sols suposa el seu debut en la direcció, sinó que també suposa elevar el nivell habitual de les prestacions sexuals realitzades per la mateixa actriu. Així s'atreveix amb la seva primera doble penetració, doble vaginal i doble anal. A la premiada pel·lícula Corruption, (on també exerceix com a productora) segueix amb aquesta mateixa línia argumental, afegint fins i tot un doble fisting a la seva actuació.
El 2006 anuncia la creació de la seva pròpia productora anomenada SlutWerkz, encara que inicialment es va plantejar com un estudi més (rodant pel·lícules que sortirien en DVD), posteriorment (2008) es va decidir enfocar el negoci exclusivament cap a la producció de continguts a través de la xarxa d'internet.
En 2008 és premiada, amb el Premi AVN com a millor actriu de repartiment per Layout, una pel·lícula de Viviv Entertaiment.

## Vida personal
Va estar casada entre 1990 i 2003 amb Nicholas A. Evans, persona totalment aliena al món del porno. L'any 2007 va tenir una relació amb el director Eli Cross, amb qui va trencar el 2010, i es va casar amb l'empresari britànic Andy Appleton.